# هرویگ بیرگ

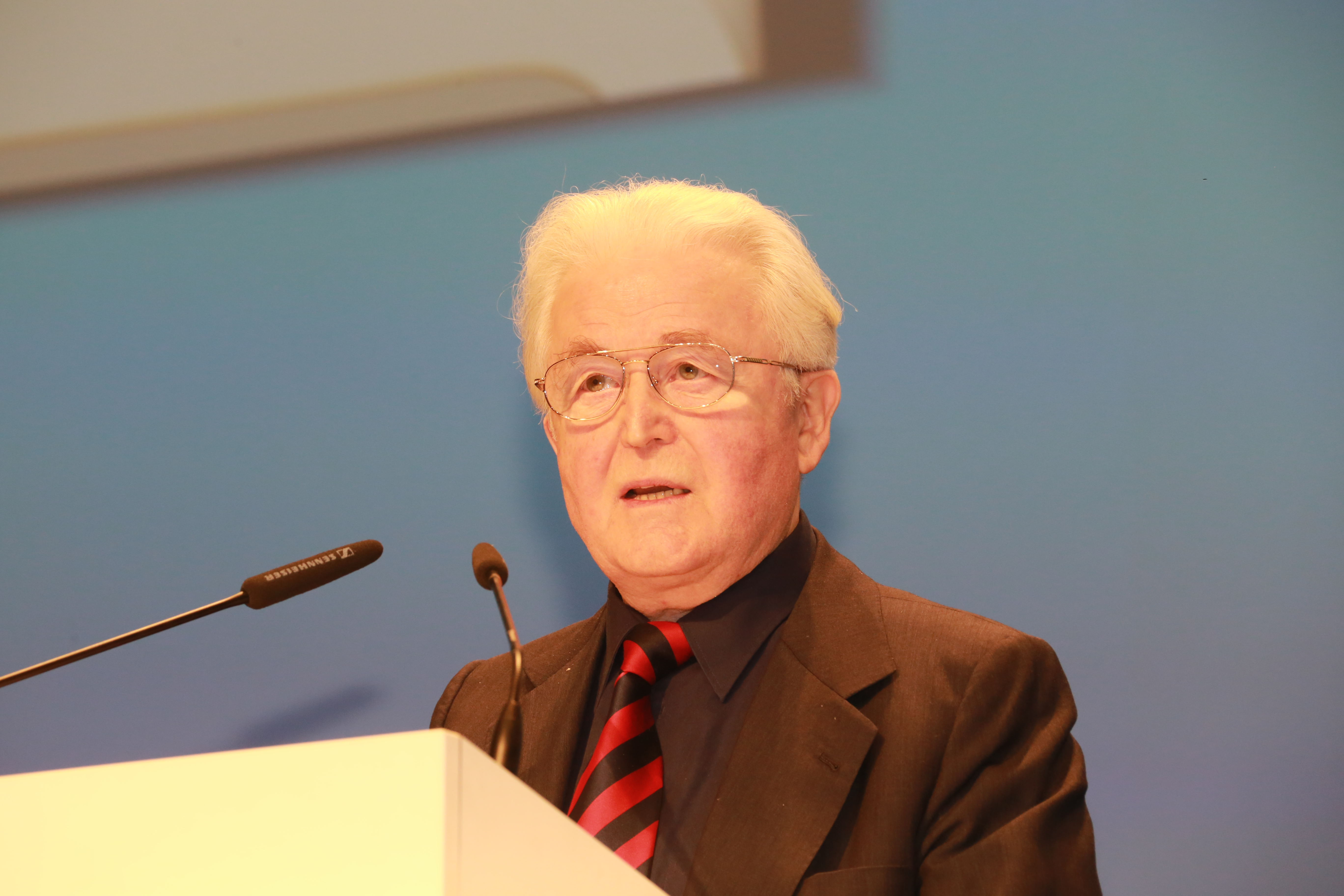

هرویگ بیرگ (به آلمانی: Herwig Birg) (زاده ۴ ژانویه ۱۹۳۹) یک دانشمند جمعیت‌شناس اهل آلمان است.

## حرفه
پس از فارغ‌التحصیلی از دبیرستان در سال ۱۹۵۹، ابتدا در دانشگاه فنی اشتوتگارت و در مدرسه طراحی اولم تحصیل کرد. از سال ۱۹۶۲، هرویگ بیرگ شروع به تحصیل در رشته اقتصاد در دانشگاه آزاد برلین کرد. در سال ۱۹۷۰ دکترای خود را از دانشگاه آزاد برلین دریافت کرد.
آ

## بررسی اجمالی
در دهه ۲۰۰۰، بیرگ یکی از تأثیرگذارترین محققان جمعیت در آلمان بود. در سال ۲۰۰۵/۰۶ او یک دوره آموزشی ده قسمتی پایه در مورد جمعیت‌شناسی را در نشریه Frankfurter Allgemeine Zeitung منتشر کرد. با توجه به کاهش نرخ زاد و ولد، که به‌ویژه در آلمان شرقی آن را یک فاجعه توصیف کرد، او خواستار «اقدامات پایدار از نظر زیست‌محیطی» به منظور حفظ «انسان به عنوان یک گونه طبیعی» شد. در زمینه چنین مشارکت‌هایی در بحث توسعه جمعیتی در آلمان، بیورن شونتکر او را متهم کرد که تمایل دارد تفسیر خود از تغییرات جمعیتی را به نمایش بگذارد و حزب دموکرات ملی آلمان این موضوع را به شیوه ای غیردوستانه اتخاذ کرد.
در سال بحران پناهندگان در آلمان، بیرگ تزهای خود را در مورد سیاست مهاجرت در کنفرانس حزب فدرال آلترناتیو برای آلمان در ژوئیه ۲۰۱۵ ارائه کرد. گفته می‌شود که بخشی از تحلیل انتقادی او از مهاجرت توسط آلترناتیو برای آلمان گرفته شده‌است.